# Fondation pour la recherche sur les administrations et les politiques publiques
La Fondation pour la recherche sur les administrations et les politiques publiques ou iFRAP, est un laboratoire d'idées proche de la droite libérale et du MEDEF, créé en 1985 par Bernard Zimmern. Il est inscrit comme lobby (ou représentant d'intérêts privés) auprès de l'Assemblée nationale. La fondation est dirigée depuis 2009 par Agnès Verdier-Molinié.

## Historique
La Fondation pour la recherche sur les administrations publiques (FRAP) est fondée sous le régime d'association loi de 1901 en 1985. Elle compte parmi ses fondateurs, Philippe Baccou, un ancien membre de la Cour des comptes qui conseilla Marine Le Pen pour la campagne présidentielle de 2017 ; Gérard-François Dumont, démographe spécialisé dans les flux migratoires ; Jean-Yves Le Gallou ancien cadre du Front national et cofondateur du Club de l'horloge ; et Bernard Zimmern, lui aussi membre du Club de l'horloge et cofondateur de Contribuables associés. Elle est aussi nommée « Institut français pour la recherche sur les administrations publiques » (iFRAP). L'iFRAP est financée dans un premier temps par Bernard Zimmern sur ses fonds personnels.
Les débuts de l'iFRAP sont difficiles. Les idées libérales sont perçues comme politiquement extrêmes durant les années Mitterrand, et ce n'est qu'à la fin des années 1990 que l'iFRAP gagne en visibilité dans les médias.
En 1998, l'iFRAP publie une enquête sur le Conseil national des arts culinaires (CNAC), et révèle ses dépenses élevées, des subventions déguisées, et les financements de projets restés inachevés. En septembre 2003, l'iFRAP fuite un document interne à la direction générale des Impôts qui révèle un système de primes toujours en cours malgré les irrégularités constatées entre 1999 et 2001, ainsi que le système de régimes spéciaux qui ont cours à la RATP. En 2005, l'iFRAP publie le hors-série Le dossier noir de l'ENA qui dresse un bilan morose sur la formation des élites en France face aux nouvelles réalités économiques. Nicholas Lecaussin, directeur de Société civile, la revue de l'iFRAP, plaide alors pour la fermeture définitive de l'ENA.
En 2008, l'iFRAP publie Niches fiscales : une solution d'avenir, une étude qui plaide en défaveur du plafonnement global des niches fiscales.
L'iFRAP est reconnue d'utilité publique le 17 novembre 2009 par décret de François Fillon, alors Premier ministre.
En 2014, l'iFRAP travaille avec Le Figaro dans les colonnes duquel elle publie une tribune quotidienne, « 50 idées pour économiser 50 milliards d'euros ». En décembre 2015, en partenariat avec Le Figaro et RTL, l'iFRAP lance le projet « 12 travaux pour relancer l'économie française ». L'iFRAP participe aussi au projet « 2017-2027 » de France Stratégie.
En 2015, Emmanuel Macron, alors ministre de l'Économie, de l'Industrie et du Numérique, lance une consultation auprès d'une douzaine de think tanks pour évaluer son projet de loi pour la croissance, l'activité et l'égalité des chances économiques, consultation à laquelle participe la fondation iFRAP.
L'organisme salue en 2016 la « loi El Khomri » portant sur la réforme du droit du travail : « Nous n'avons pas trop d'occasions de nous réjouir des initiatives du gouvernement pour ne pas reconnaître le courage avec lequel il s'attaque à une véritable réforme du droit du travail ».
En 2016, la fondation iFRAP lance en partenariat avec le magazine Le Point un comparateur des programmes des candidats déclarés et supposés aux primaires 2016.
En mars 2017, la fondation iFRAP prend parti en faveur du programme économique de François Fillon, qu'elle considère comme le plus efficace. En décembre 2017, la fondation iFRAP lance le Macronomètre, un point hebdomadaire sur l'impact macroéconomique des mesures gouvernementales opérées par le gouvernement Macron.
En novembre 2018, l'iFRAP publie une étude d'après laquelle, à la suite du redécoupage des régions de 2015, les dépenses totales de la région Auvergne-Rhône-Alpes ont augmenté de 17 %,.
En septembre 2020, l'iFRAP propose dans un rapport des solutions pour sortir de ce qu'elle considère comme la suradministration de la santé. L'institut suggère, entre autres, une utilisation renforcée de la télémédecine.

## Fonctionnement

### Objectifs
La fondation iFRAP déclare effectuer « des études sur l'efficacité des politiques publiques, notamment celles visant la recherche du plein emploi et le développement économique, de faire connaître le fruit de ces études à l'opinion publique, de proposer des mesures d'amélioration et de mener toutes les actions en vue de la mise en œuvre par le Gouvernement et le Parlement des mesures proposées ».

### Organisation
Le conseil d'administration de la fondation (neuf membres sur onze sont des hommes d'affaires ou des chefs de grandes entreprises en 2018) se compose de trois collèges, chacun composé de quatre représentants du monde de l'entreprise, de l'administration et de l'associatif. Il est assisté par un conseil scientifique composé de quatre membres (professeurs d'université et hauts fonctionnaires). La direction détermine la politique générale de l'iFRAP et prend les décisions nécessaires à sa mise en œuvre.
Depuis 1985, les personnes suivantes ont occupé ou occupent la présidence de la fondation :
- 1985-2012 : Bernard Zimmern ;
- 2012-2014 : Olivier Mitterrand ;
- Depuis 2014 : Jean-Claude Rouzaud (ancien PDG de Champagne Louis Roederer).

Depuis 2007, Agnès Verdier-Molinié est directrice de la fondation, après y avoir successivement occupé les postes de chargée d'études, responsable des relations institutionnelles. Sandrine Gorreri est, quant à elle, directrice de rédaction de la revue Société civile, le mensuel de l'iFRAP. La fondation est composée d'une équipe de 6 employés permanents, membres d'un réseau de 150 chercheurs, contributeurs et experts participant à la conception de ses études et travaux.

### Financement
Selon le site Rue89 la fondation est financée par des entreprises. L'iFRAP déclare être « entièrement dédiée à la recherche sur les politiques publiques » et être « intégralement financée par la générosité privée », « ceci la rend totalement libre de parole, de ses axes de recherche et de ses propositions de réformes ». La présidente de l'iFRAP a déclaré au magazine Challenges que le financement en 2017 provient à 90 % des dons de particuliers et le reste d'entreprises PME. La liste des donateurs privés n'est pas rendue publique, mais l'iFRAP a l'obligation de publier ses comptes annuels au Journal officiel, ce qui permet de connaître le montant des dons.
Par ailleurs, la fondation ne bénéficie pas des subventions directes de l'État attribuées aux fondations politiques. En revanche, en tant qu'association reconnue d'utilité publique, ces donateurs peuvent bénéficier d'une défiscalisation.
| Année | Dons (en euros) |
| ----- | --------------- |
| 2012  | 813 619         |
| 2013  | 1 131 318       |
| 2014  | 1 180 941       |
| 2015  | 1 349 091       |
| 2016  | 1 340 407       |
| 2017  | 1 340 000       |

D'après l'Observatoire des multinationales, l'iFrap est affiliée à l'Atlas Network, une association libertarienne américaine financée par des multinationales (Pfizer, Michelin, Philip Morris et Exxon…) et des fondations conservatrices ou libertariennes (Donors Trust (en), Charles Koch Institute (en)…).

## Activités

### Axes de travaux

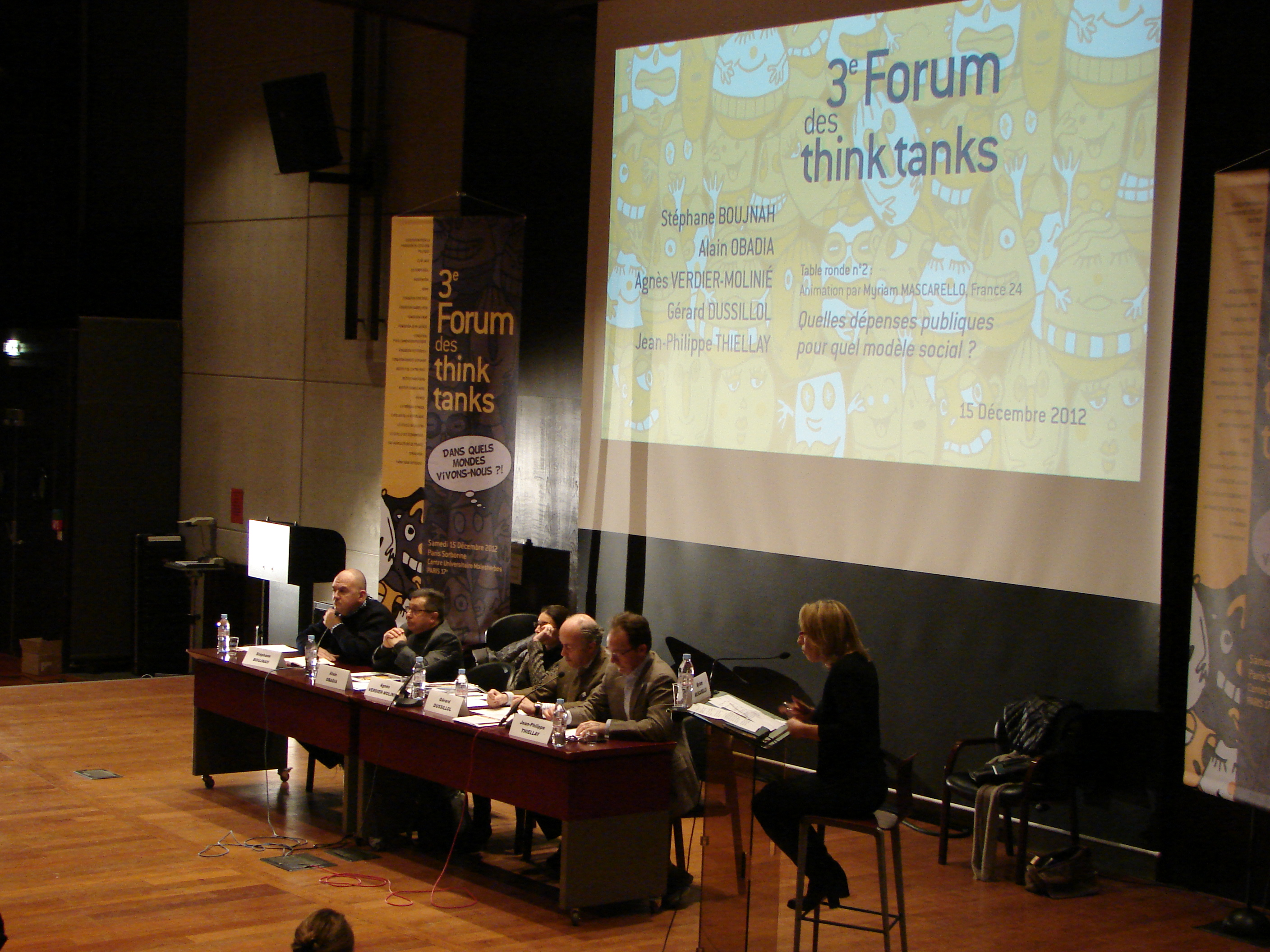
Agnès Verdier-Molinié au 3e forum des think tanks (2012).

Les travaux de la fondation iFRAP se concentrent principalement sur huit thématiques : la fonction publique et l'administration, l'État et les collectivités, le budget et la fiscalité, l'emploi et les politiques sociales, le système de retraite, l'éducation et la politique culturelle, l'agriculture et l'énergie, l'Europe et l'international. La fondation publie aussi une étude mensuelle approfondie sur une thématique précise par sa revue Société civile, et elle conçoit et diffuse des comparateurs de programmes (Primaires 2016, Présidentielle 2017, Macronomètre).
L'iFRAP argumente notamment en faveur des mesures suivantes :
- réforme de l'État et des administrations : réduction du nombre de préfectures[39], réorganisation territoriale avec une réduction du nombre de communes[40], alignement des organismes publics et des organismes privés (ex. : même tarification pour un même service pour les hôpitaux publics et privés[41], alignement des régimes de retraites[42]) ;
- réforme de la fonction publique : réduction des effectifs de la fonction publique, réserver le statut des fonctionnaires aux missions régaliennes[43] ;
- réforme de la fiscalité : favoriser le financement des nouvelles entreprises[44], suppression de l'impôt de solidarité sur la fortune[45] ;
- réforme du droit du travail : ouverture des magasins le dimanche, des allocations des chômeurs dégressives pour ne pas rendre la situation de recherche d'emploi plus attractive que le salariat[46], suppression du SMIC[47].

En 2009, La Lettre du secteur public qualifie la Fondation iFRAP de « réseau très militant très engagé pour la réduction de la sphère publique et des interventions de l'État ». Selon l'Observatoire européen des think tanks, la fondation iFRAP suit une orientation libérale : « Si le positionnement de l’IFRAP est initialement apolitique, l'association ne se soustrait pas à un positionnement idéologique fort : prônant la responsabilisation de l'individu ou le moins d'État… […] Ne recevant aucune subvention de l'État ni d'aucune autre organisation, le think tank développe une unité de pensée basée sur une véritable indépendance et une certaine expertise. Si l'IFRAP est libéral, il n'est pas nécessairement de droite. D'ailleurs l'organisation ne s'est officiellement positionnée en faveur d'aucun candidat pour les élections présidentielles de 2007 ».

### Canaux de diffusion
La fondation iFRAP adopte plusieurs canaux pour diffuser ses idées :
- présence dans les médias (assurée en particulier par sa directrice[27]) ;
- lobbying auprès de l'Assemblée nationale[14] ;
- diffusion de ses publications sur son site web (gratuit) ;
- abonnement à sa revue Société civile en version papier (payant).

## Critiques
En 2010, le site web satirique Bakchich accuse l'IFRAP d'être « un think-tank ultralibéral » qui aurait appuyé un amendement du député Jean-Michel Fourgous permettant des déductions fiscales, et remet en question l'indépendance de la fondation à la suite du licenciement d'un employé de l'iFRAP qui avait critiqué Nicolas Sarkozy.
En 2011, Franck Ramus (directeur de recherche au CNRS) écrit que qualifier l'iFRAP « d'institut de recherche » est inadéquat car aucun des chercheurs examinés n'est détenteur d'un doctorat ou ni « n'a jamais publié le moindre article dans une revue internationale d'économie ». Franck Ramus qualifie l'iFRAP de lobby, et lui reproche son étiquette « fondation pour la recherche » qui contribuerait à « faire passer ses opinions pour des connaissances scientifiquement établies ». La liste des donateurs n'étant pas rendue publique, cela alimente un soupçon sur l'indépendance de la fondation, d'autant que plusieurs chefs de grandes entreprises impliqués politiquement siègent au comité de gouvernance de la fondation.
Télérama établit en 2011 un classement des thinks tanks et place l'iFRAP parmi les plus libéraux, et dénonce en 2015 son ultralibéralisme et ses rapports « pseudo-scientifiques ».
En 2018, Étienne Girard critique dans Marianne le manque de rigueur scientifique de l'iFRAP, son lobbying au Parlement, la discrétion de sa liste de donateurs, et sa prétendue approche scientifique productrice de contenu de référence alors que l'organisme agit également comme lobby auprès du Parlement et des médias en défendant des idées économiques ultralibérales ; il observe lui aussi qu'en 2017, aucun des auteurs déclarés des articles de l'iFRAP n'est diplômé en économie ni n'a publié d'article scientifique.
Dans une étude publiée par son institut sur le palmarès des villes gui gèrent le mieux leur budget, la fondation critique l'endettement de la ville de Nice. Dans une lettre publique publiée sur le site du Point, le directeur général des services de la métropole répond : « Dans un récent classement publié par Le Figaro, Nice était classée d'ailleurs comme la 2e ville de France (après Sète) pour sa plus forte baisse d'impôt depuis 2014. Cette performance, l'iFrap ne le mentionne pas. Cette étude n'a comme seul objectif que de nuire à ceux qui font le choix du service public plutôt que de confier leurs compétences à de grands groupes privés dont l'iFrap est manifestement la meilleure agence de lobbying ».

## Lobbying
Depuis le 20 décembre 2017, l'iFRAP est enregistrée comme représentant d'intérêts auprès de la Haute Autorité pour la transparence de la vie publique et déclare à ce titre des dépenses annuelles inférieures à 10 000 euros,.

## Distinctions
- 2014 : 2e trophée en stratégie de communication et 3e trophée en recherche lors de la 3e édition des « Trophées des think tanks français »[56]
- 2016 : 3e dans le classement de performance globale des think tanks français de l'Observatoire européen des think tanks[57]